# Groepshomomorfisme
In de groepentheorie, een deelgebied van de wiskunde, is een groepshomomorfisme van de
ene groep naar een andere een afbeelding die de structuur bewaart, dat wil zeggen waarvan het beeld van een product, het product van de beelden is. Of anders gezegd, waar de afbeelding commuteert met de groepsbewerkingen (producten).

## Definitie
Een afbeelding {\displaystyle h\colon G\to H} van de groep {\displaystyle (G,*_{G})} naar de groep {\displaystyle (H,*_{H})} heet een groepshomomorfisme, als voor alle {\displaystyle u} en {\displaystyle v} in {\displaystyle G} geldt:
{\displaystyle h(u*_{G}v)=h(u)*_{H}h(v)}
Het gevolg is dat {\displaystyle h} het neutrale element {\displaystyle e_{G}} van {\displaystyle G} afbeeldt op het neutrale element {\displaystyle e_{H}} van {\displaystyle H}, en dat de inverse van een element wordt afgebeeld op de inverse van het beeld van dat element:
{\displaystyle h(u^{-1})=h(u)^{-1}}
Vandaar dat men zegt dat {\displaystyle h} verenigbaar of compatibel is met de groepsstructuur.
Groepshomomorfismen worden soms niet als afbeelding genoteerd, maar zonder haakjes rechts van zijn argumenten, dus in plaats van {\displaystyle h(x)} simpelweg als {\displaystyle xh}. Deze aanpak komt vooral veel voor in gebieden van de groepentheorie waar automata een rol spelen, aangezien deze schrijfwijze in overeenstemming is met de conventie dat automata woorden van links naar rechts lezen.
In gebieden van de wiskunde waar men groepen beschouwt die naast de groepsstructuur nog een andere structuur bezitten, staat een homomorfisme soms voor een afbeelding die niet alleen de groepsstructuur respecteert (zoals hierboven), maar ook de extra structuur. Van een homomorfisme van topologische groepen wordt bijvoorbeeld vaak vereist dat dit continu is.